# 追原そば
追原そば（おいはらそば）は、白河そばのルーツであり、白河藩主・松平定信がお忍びで立ち寄って食したといわれる。
しかし、新品種の生産に押され近年は失われつつあった。僅かに残った在来種の種を、細々と栽培してきた一部の農家が、本格的な栽培と生そばの販売を開始した。